# David di Donatello

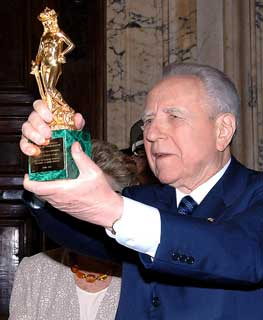
Italiens dåvarande president Carlo Azeglio Ciampi med en David di Donatello år 2005

David di Donatello är ett italienskt pris för inhemsk film instiftat 1955. Det delas ut av Italienska filmakademien. Prisstatyetten föreställer renässanskonstnären Donatellos bronsskulptur David.

## Kategorier
År 2014 fanns följande kategorier:
- Film (film)
- Regi (regista)
- Regidebut (regista esordiente)
- Manus (sceneggiatura)
- Produktion (produttore)
- Kvinnlig huvudroll (attrice protagonista)
- Manlig huvudroll (attore protagonista)
- Kvinnlig biroll (attrice non protagonista)
- Manlig biroll (attore non protagonista)
- Foto (direttore della fotografia)
- Musik (musicista)
- Originalsång (canzone originale)
- Scenografi (scenografo)
- Kostym (costumista)
- Smink (truccatore)
- Hår (acconciatore)
- Klippning (montatore)
- Ljud (fonico di presa diretta)
- Digitala effekter (effetti digitali)
- Lång dokumentärfilm documentario di lungometraggio
- Kortfilm (cortometraggio)
- Ung David (David giovani)
- Specialpriser (premi speciali)
- Film från Europeiska unionen (film dell'Unione Europea)
- Utländsk film (film straniero)